# Deux mélodies opus 55
Deux mélodies opus 55 is een verzameling van een tweetal liederen gecomponeerd door Albert Roussel. Roussel zette muziek onder twee gedichten van George Ville:
- Vieilles cartes, vieilles mains (Oude kaarten, oude handen); opgedragen aan Marie Blanc-Audra (sopraan)
- Si quelquefois tu pleures (Iedere keer als je huilt) ; opgedragen aan Mademoiselle Madeleine Vhita (alt)

De twee liederen werden voor het eerst uitgevoerd op 24 januari 1936.
Het was Roussels vierde bundeling van twee liederen onder deze titel:
- Deux mélodies opus 19
- Deux mélodies opus 20
- Deux mélodies opus 50
- Deux mélodies opus 55.